# Aperuit illis
Aperuit illis (in italiano: "Aprì loro") è una lettera apostolica in forma di motu proprio con la quale papa Francesco ha istituito la Domenica della Parola.
Nel documento il Pontefice stabilisce che nella III domenica del Tempo ordinario sia celebrata la Domenica della Parola, inserendola nel periodo liturgico dedicato alla preghiera per l'unità dei cristiani.
A partire dal Concilio Vaticano II, la Chiesa ha iniziato a dare un grande impulso alla riscoperta della Parola di Dio, attraverso la costituzione dogmatica Dei Verbum.
Nel 2008 papa Benedetto XVI ha convocato il Sinodo dei Vescovi dedicato alla Parola di Dio, in seguito al quale ha pubblicato l’esortazione apostolica Verbum Domini, nella quale si evidenzia il carattere propriamente sacramentale della Parola nella liturgia.
Nel 2016, a conclusione del Giubileo straordinario della misericordia, papa Francesco propose di celebrare «una domenica dedicata interamente alla Parola di Dio, per comprendere l’inesauribile ricchezza che proviene da quel dialogo costante di Dio con il suo popolo».

## Celebrazione della Domenica della Parola di Dio
Le prime parole sono quelle del versetto Luca 24,45: «Aprì loro la mente per comprendere le Scritture».
La lettera apostolica disciplina la celebrazione della domenica della Parola di Dio, che cade la III domenica del tempo ordinario.
Durante la Messa domenicale viene intronizzato il testo sacro, così da sottolineare maggiormente ai fedeli il valore dello stesso. Deve essere dato maggiore rilievo alla proclamazione della Bibbia e all'omelia.
Inoltre, i vescovi possono celebrare il rito del lettorato o affidare un ministero analogo, per valorizzare maggiormente la proclamazione della parola di Dio.
I parroci consegnano la Bibbia o uno dei suoi libri ai fedeli. Così facendo si vogliono invitare i parrocchiani ad approfondire la conoscenza di tale testo e a pregare con esso nella vita di tutti i giorni. Particolare rilievo è dato anche alla lectio divina.
La scelta del periodo in cui cade la domenica della parola di Dio è stata fatta per favorire l'ecumenismo, rientrando in quel periodo dell'anno in cui la Chiesa prega per l'unità dei cristiani e rafforza i propri legami con i fedeli di religione ebraica.